# Michael Del Zotto
Michael Del Zotto (Stouffville, 24 giugno 1990) è un hockeista su ghiaccio canadese che gioca nel ruolo di difensore. Dalla stagione 2014-15 gioca per i Philadelphia Flyers.